# 2018年香港立法會新界東地方選區補選
2019年香港立法會新界東地方選區補選，是香港特別行政區成立後第10次進行的香港立法會議席補選，將於2019年初舉行，以填補於2017年7月被取消立法會議員資格的梁國雄在新界東的民選議席空缺。